# 랑콤
랑콤(Lancôme)은 프랑스의 고급 향수, 화장품 브랜드다. 1935년 프랑스의 조향사 겸 미용 전문가인 아르망 프티장(Armand Petitjean)이 설립했다. 세계 최대의 종합 화장품 회사인 로레알이 모기업이며, 1964년에 로레알이 인수했다.

## 대표 상품 라인
- 어드밴스드 제니피끄 (Advanced Genifique)
- 비지오네르 코렉팅 폴리싱 크림 (Visionnaire [LR 2412] Correcting Polishing Cream)
- 이프노즈 마스카라 (Hyphonse Mascara)
- 라비에벨 향수 (La Vie Est Belle)